# Malone (torrente)
Il Malone (Malon [ma'lʊɲ] in piemontese) è un torrente della città metropolitana di Torino che attraversa la parte meridionale del Canavese, sfociando da sinistra nel fiume Po.

## Idronimo
L'idronimo compare la prima volta come Amalune (in latino, all'ablativo) nell'Anonimo ravennate in età altomedievale. Questa forma si ritrova in altri testi medievali, soprattutto legati all'abbazia della Fruttuaria a San Benigno Canavese, costruita lungo le sue rive.

## Corso del torrente

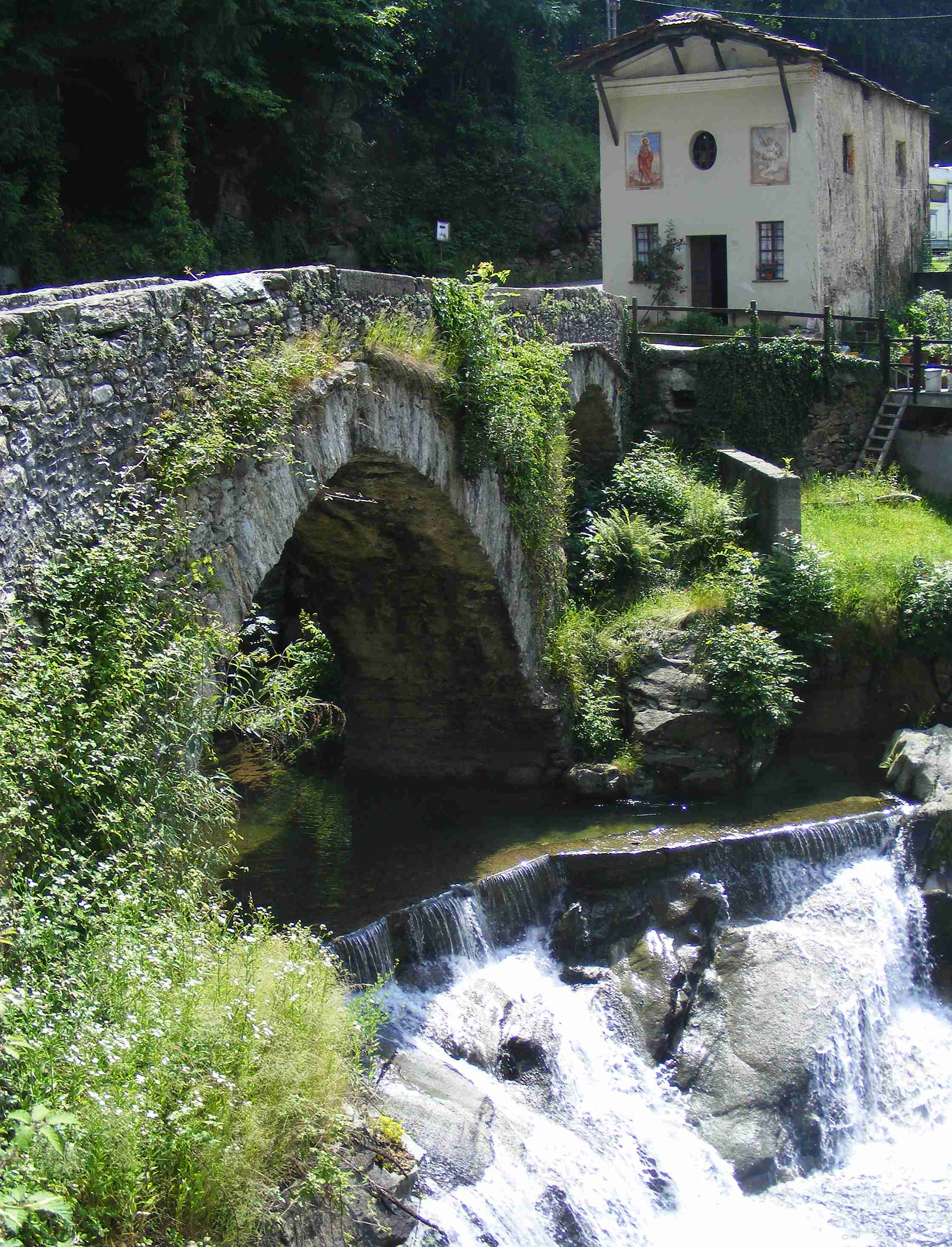
Il ponte del Molino dell'Avvocato (Corio)

Nasce dalla falda SE del Monte Angiolino (2.168 m, sorgente attorno a quota 1.400 m) raggiungendo con percorso nord-sud la frazione Piano Audi e passando poi poco a nord del centro comunale di Corio. Dopo aver deviato decisamente verso est transita nei comuni di Rocca Canavese, Barbania e Front.
In questo tratto incrementa di molto la propria portata ricevendo da destra svariati contributi provenienti dalla Riserva Naturale della Vauda e da sinistra quello del torrente Viana.
Il suo letto si allarga e bagna poi Rivarossa, Lombardore e San Benigno Canavese raggiungendo in breve la periferia di Brandizzo.

Qui riceve da destra l'apporto del Bendola e sfocia poco dopo nel Po a quota 181 m s.l.m.
Nel 2005 la "Confluenza Po - Orco - Malone" è stata riconosciuta SIC (codice: IT1110018).

## Principali affluenti
- In sinistra idrografica:
  - Torrente Viana;

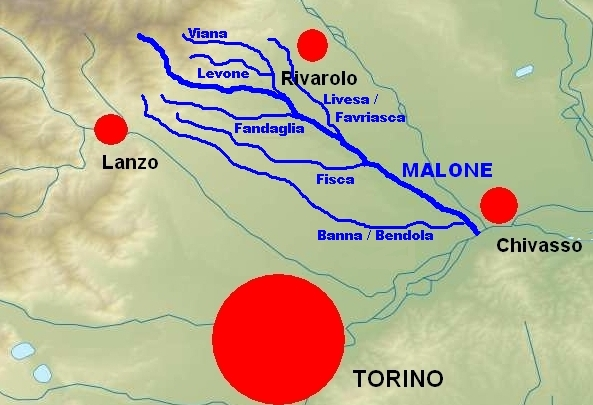
Collocazione dei principali affluenti

  - Rio Monferrato: raccoglie le acque della pianura compresa tra San Ponso, Favria e Busano e sfocia nel Malone presso Front;
  - Torrente Livesa: nasce in comune di Prascorsano[5] sul versante nord-ovest della collina di Belmonte e scorre inizialmente nella Riserva Naturale del Sacro Monte. Piegando a est e poi a sud aggira il rilievo sul quale sorge il santuario e va ad attraversare Valperga; ancora dirigendosi verso sud si confonde in numerosi canali della piana rivarolese. Si getta infine nel Malone tra Grange di Front e Rivarossa con il nome di Favriasca.
  - Rio Cardine: nasce nei pressi di Bosconero e, dopo aver percorso in senso nord-sud la pianura del basso Canavese, si getta nel Malone tra Lombardore e San Benigno;
- In destra idrografica:
  - Torrente Fandaglia;
  - Rio Valmaggiore: dopo aver percorso a sud di Vauda Canavese un infossato vallone (dal quale deriva il nome del corso d'acqua) si getta nel Malone nei pressi di Front;
  - Rio Mignana: percorre la parte nord-orientale della Vauda e sfocia nel Malone a Rivarossa;
  - Torrente Fisca;
  - Torrente Bendola.

## Regime

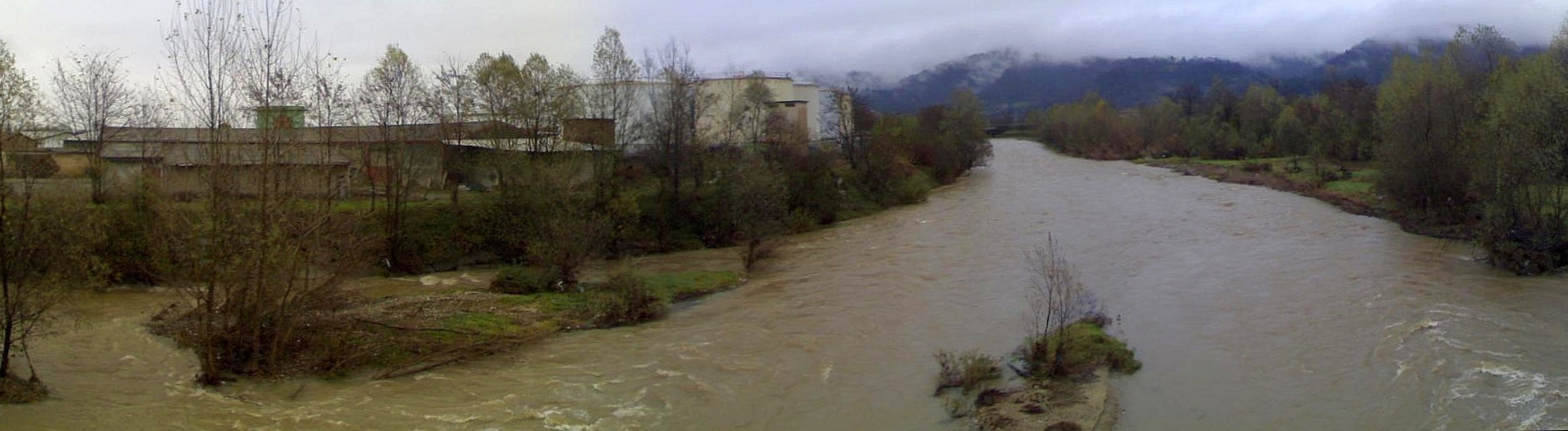
Il Malone in piena a Brandizzo nell'autunno 2010

È un corso d'acqua dal regime spiccatamente torrentizio; ha una portata media di circa 7 m³/s, ma in caso di piena può raggiungere valori anche 100 volte superiori causando danni notevoli, come avvenuto nell'ottobre 2000. In tale occasione la portata del torrente misurata a Front (e quindi parecchio a monte rispetto alla confluenza nel Po) toccò i 368 m³/s.

## Stato ambientale

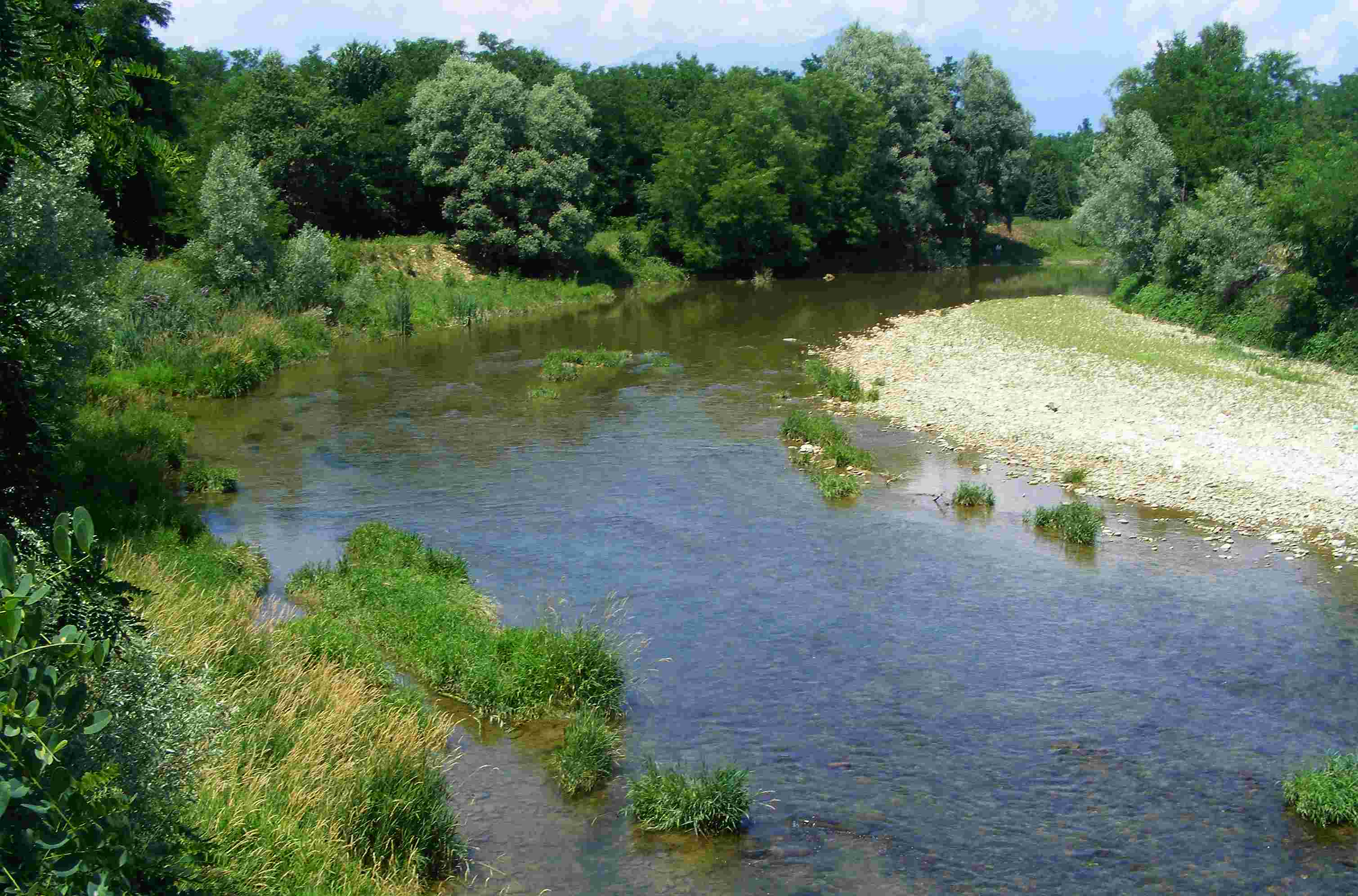
Il Malone a Front, poco a valle della confluenza del Fandaglia

Il monitoraggio dello stato ambientale (indice SACA) dava nel 2006 per le stazioni di misura situate a Rocca Canavese, Front e Lombardore il valore BUONO, che a Chivasso si riduceva a SUFFICIENTE.
Le misure relative all'anno 2001 fornivano risultati decisamente peggiori perché l'acqua del Malone risultava SCADENTE a Lombardore e SUFFICIENTE nelle altre tre stazioni di misura sopra riportate.
Le principali fonti di inquinamento del Malone sono presumibilmente scarichi civili, anche se non sono assenti inquinanti di origine agricola e industriale.